# José María de Soto
José María de Soto y Sanz de Larrea (Santa Eulalia, ? - , ?) fue un abogado, periodista y político tradicionalista aragonés.
Abogado de profesión, fue elegido diputado por la circunscripción de Teruel en 1866, cuando se abrió la posibilidad de candidaturas carlistas. Trató de revalidar infructosamente su escaño como candidato carlista en las siguientes elecciones de 1869 y 1870. Posteriormente fue el líder provincial Católico-Monárquico en Teruel, nueva designación carlista, entre 1870 y 1872. De esa época datan discursos ante el Congreso y piezas de periodismo parlamentario.
Al estallar la tercera guerra carlista en 1872 fue designado vicepresidente de la Diputación Foral de Aragón que gestionaba los territorios carlistas en el Maestrazgo con centro en Cantavieja. Mantuvo dicho puesto hasta el final de la contienda en 1875.
Posteriormente fue líder de la Liga Agraria en la provincia de Teruel, ya lejos de la primera línea política. Sus ideas incluían la necesidad de un impuesto sobre la renta y una reforma agraria, como defendió en La Desamortización como principio generador del Socialismo (Teruel, 1859) o en su propuesta de medios pertinentes y prácticos para convertir en leyes las siete proposiciones fundamentales de la Liga Agraria (Discurso en la Asamblea de 1891, publicado en Miscelánea Turolense, número 3 de 30 de mayo de 1891).
El 10 de agosto de 1887 fue víctima de un intento de timo o secuestro según la prensa local, abortado por la intervención de la Guardia Civil.

## Obras
- La Desamortización como principio generador del Socialismo (Teruel, 1859)
- Carta de José María Soto, presidente de la Liga Agraria de Teruel, a José María Catalán de Ocón (12 de febrero de 1888)
- Cartillas evaluatorias (Teruel, 18 de marzo de 1888)
- Medios pertinentes y prácticos para convertir en leyes las siete proposiciones fundamentales de la Liga Agraria (Discurso en la Asamblea de 1891, publicado en Miscelánea Turolense, número 3 de 30 de mayo de 1891).